# Eumorsea
Eumorsea is een geslacht van rechtvleugeligen uit de familie Eumastacidae. De wetenschappelijke naam van dit geslacht is voor het eerst geldig gepubliceerd in 1935 door Hebard.

## Soorten
Het geslacht Eumorsea omvat de volgende soorten:
- Eumorsea balli Hebard, 1935
- Eumorsea pinaleno Rehn & Grant, 1959
- Eumorsea truncaticeps Descamps, 1984